# Louda-Peulh (Zéguédéguin)
Pour les articles homonymes, voir Louda (homonymie).
Ne doit pas être confondu avec Louda-Peulh (Boussouma).
Louda-Peulh est une localité située dans le département de Zéguédéguin de la province du Namentenga dans la région Centre-Nord au Burkina Faso. 

## Éducation et santé
Le centre de soins le plus proche de Louda-Peulh est le centre de santé et de promotion sociale (CSPS) de Zéguédéguin tandis que le centre médical avec antenne chirurgicale (CMA) de la province se trouve à Boulsa.